# Capitales y tumbas del antiguo reino de Koguryo
Capitales y tumbas del antiguo reino de Koguryo es el nombre que recibe un área situada cerca de la ciudad de Ji'an, en la provincia china de Jilin, considerada como Patrimonio de la Humanidad por la Unesco desde el año 2004.
El lugar contiene restos arqueológicos de tres ciudades (Wunu, Guonei y Wandu) y 40 tumbas identificadas de la familia imperial de los Koguryo así como de nobles de la corte.
La ciudad de montaña de Wunu, fundada en el año 37 a. C., fue la primera capital del reino Koguryo. La capital fue transferida a Guonei treinta años más tarde y después pasó a Pionyang, actual capital de Corea del Norte, en el año 427. Durante varios siglos, Guonei y Wundu fueron el centro económico, político y cultural del reino.
La mayoría de las tumbas imperiales, un total de 14, están realizada en piedra y su forma evoca a una especie de pirámide escalonada. Las cámaras funerarias que se encuentran en su interior también están hechas en piedra.
Se cuentan un total de 27 tumbas de miembros de la aristocracia. Están hechas en piedra y las cámaras funerarias están adornadas con pinturas murales.
En Corea del Norte se encuentra el conjunto de tumbas de Koguryo pertenecientes al mismo reino y que también están consideradas como Patrimonio de la Humanidad.

## Localización
| Código   | Nombre                           | Ubicación                     | Coordenadas                                        | Área                                                                |
| -------- | -------------------------------- | ----------------------------- | -------------------------------------------------- | ------------------------------------------------------------------- |
| 1135-001 | Ciudad del monte Wunu            | Distrito de Huanren, Liaoning | 41°19′0″N 125°24′30″E / 41.31667, 125.40833        | Zona de protección: 276 ha. Zona de respeto: 5.600 ha.              |
| 1135-002 | Ciudad de Guonei                 | Ji'an, Jilin                  | 41°8′19.4″N 126°10′34.3″E / 41.138722, 126.176194  | 59,240002 ha.                                                       |
| 1135-003 | Ciudad del Monte Wandu           | Ji'an, Jilin                  | 41°9′51.2″N 126°6′55.9″E / 41.164222, 126.115528   | 3219,209961 ha.                                                     |
| 1135-004 | Tumbas de Huanwen y Ranmou       | Ji'an, Jilin                  | 41°11′10.1″N 126°16′31.8″E / 41.186139, 126.275500 | Zona de protección: 216,979996 ha. Zona de respeto: 8.542,44043 ha. |
| 1135-005 | Tumba n.º 1, 2 y 4 de Changchuan | Ji'an, Jilin                  | 41°15′44.5″N 126°20′16.7″E / 41.262361, 126.337972 | 393,429993 ha.                                                      |